# Gran Marruecos

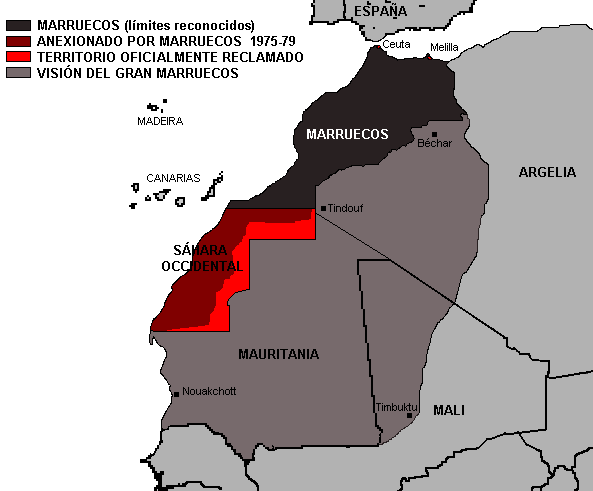
Reivindicaciones del Gran Marruecos según su ideólogo, Allal El Fassi. En rojo, el territorio efectivamente reclamado y ocupado en relación con el Gran Marruecos.

El concepto de Gran Marruecos es uno de los elementos clave del nacionalismo e irredentismo marroquí que nace en la primera mitad del siglo XX. Desarrollado por el político Allal el Fassi, las tesis del Gran Marruecos consideran que las fronteras del Marruecos independiente no se identifican con las que por razones históricas, religiosas y políticas deberían. En efecto, los territorios que compondrían este "Gran Marruecos" encuentran su justificación en una proclamada continuidad entre las diversas dinastías que habían reinado en el territorio marroquí (como los almohades o los meriníes) y el Marruecos actual.
De esta forma, habría que incluir el Sahara Occidental, la totalidad de Mauritania, las zonas occidentales de Argelia (provincias de Béchar y Tinduf, así como las áreas habitadas por los tuat), la zona norte de Malí, cuyo núcleo central sería la ciudad de Tombuctú, y las ciudades españolas de Ceuta y Melilla, así como las plazas de soberanía españolas (algunas corrientes reclaman la inclusión de las islas Canarias por un efecto de "africanidad" y frontera natural, si bien Marruecos apoyó la españolidad de Canarias cuando los gobiernos de Argelia, Libia y la OUA respaldaron al líder independentista canario Antonio Cubillo y su MPAIAC).
Con todo, las tesis del Gran Marruecos fueron posteriormente asumidas por el Partido Istiqlal marroquí como un arma de propaganda para concitar el apoyo del pueblo marroquí contra el dominio colonial francés. Tras la independencia marroquí en 1956, y tras la muerte del rey Mohamed V (1961), su hijo Hasan II reactivó las tesis del Gran Marruecos como una prolongación de su proceso de independencia. Este proceso había comenzado con la finalización del protectorado francés, consiguiendo la retrocesión de Tánger y el fin del protectorado español sobre los territorios administrados por España en el norte de Marruecos. Poco después (tras la guerra de Ifni con España, 1957-1958), consiguió también la adquisición de los territorios del protectorado en el sur de Marruecos, los territorios de Tarfaya (Cabo Juby). Asimismo, en 1969 España retrocedió a Marruecos el territorio de Sidi Ifni. Respecto de los territorios que quedarían pendientes para completar el Gran Marruecos, la monarquía alauí centraría inicialmente sus posiciones irredentistas hacia aquellos de Mauritania y el Sáhara Occidental, para posteriormente reconocer Mauritania como Estado independiente y ocupar el Sáhara Occidental.

## Aproximación histórica

### Origen
Los orígenes de las tesis sobre el Gran Marruecos se remontan a los años de formación del nacionalismo marroquí, entre la década de los veinte y los cuarenta del siglo XX. Durante estos años, el proto-nacionalismo marroquí transitaba de unas reivindicaciones culturales y religiosas hacia unas de mayor carácter político y anticolonial.
Sus inicios estuvieron marcados por la formación de sociedades secretas de inclinación salafista en Fez (1925), Rabat (1925) y Tetuán (1926) cuyos miembros se reunían periódicamente en la clandestinidad para debatir sobre una amplia variedad de temas, desde la reforma educativa y la historia y la literatura árabes hasta la administración del protectorado y la reforma religiosa. Movidos por la idea de que la reforma religiosa y política eran cuestiones de gran importancia para la cultura y sociedad marroquíes contemporáneas, estos grupos irían ganando apoyo en la población a través de medios propagandísticos de distinto tipo, desde los más típicos panfletos hasta obras de teatro de inspiración anticolonial. Sin embargo, carecían de una coordinación adecuada y no se hallaban exentos de discrepancias internas, toda vez que tampoco se relacionaban entre las propias sociedades.
El nacionalismo marroquí en ciernes buscaba “la reforma de las instituciones sociales y políticas en aras de la modernización y la actualización del islam para, en un segundo estadio, lograr la plena soberanía de Marruecos en el marco de un estado moderno, independiente y libre de colonialismo”, de modo que el elemento religioso, con una apariencia de reivindicación identitaria y cultural, toma una naturaleza política a través de la ideología nacionalista, pero en ningún momento aborda de manera específica la cuestión de sus fronteras. 

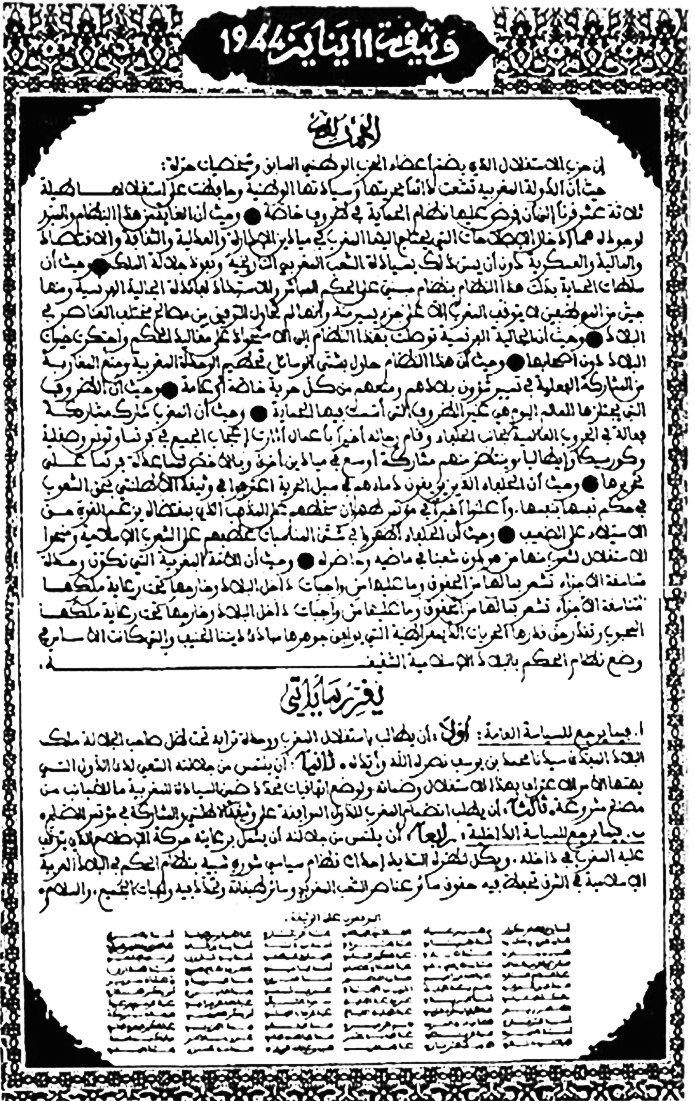
Imagen del Manifiesto de Independencia de Marruecos, también conocido como Manifiesto del Istiqlal, escrito a mano.

En los años de formación del nacionalismo marroquí, la principal preocupación relacionada con el territorio se circunscribía a la reunificación del mosaico en que se había dividido su país desde una perspectiva político-administrativa y abstracta, encarnada en la figura del sultán, y no tanto la de delimitar su geografía de manera precisa. En efecto, como afirma Miguel Hernando de Laramendi Martínez, en Marruecos “el territorio vendría definido no sólo por la geografía sino también por la función desempeñada por los sultanes como vínculo de unión entre territorios diversos de la única parte del Norte de África que escapó al control del Imperio Otomano”. De hecho, esta afirmación es de todo punto pertinente a la hora de comprender la dirección que adopta el nacionalismo marroquí en la década de los cuarenta: el sultán es un símbolo de la identidad y la unidad nacionales, y esto se aprecia en el momento de constitución del partido Istiqlal y la publicación de su manifiesto, conocido como la “Proclamación de Independencia de Marruecos”. Ésta fue remitida en una carta dirigida al Sultán de Marruecos, al Residente General de Francia en Marruecos y a los representantes de los principales gobiernos aliados el 11 de enero de 1944, y permite apreciar el estadio de incubación en que se encontraba la cuestión territorial de Marruecos. En el considerando final, antes de exponer sus vindicaciones, enuncian:
Considerando que Marruecos constituye una unidad homogénea que, bajo la dirección de su querido Soberano, toma conciencia de sus derechos y obligaciones dentro y fuera del país, y apreciando profundamente los beneficios de sus libertades democráticas, las cuales están integradas en los principios de nuestra religión y que constituyen el fundamento de los países musulmanes hermanos.
Para posteriormente establecer en su primera demanda:
Decide lo siguiente:

Primero: demandamos la independencia de Marruecos y la unidad de su territorio bajo Su Majestad Sidi Mohamed Bin Yusuf, que Dios lo tenga en su gloria.
De la literalidad del manifiesto se desprende que, a pesar de que la figura del rey o sultán efectivamente es símbolo de la unidad territorial de Marruecos, los límites concretos del país no han sido todavía abordados por el incipiente nacionalismo. Y lo cierto es que no sorprende demasiado, ya que entre los 66 firmantes podemos identificar prominentes figuras del nacionalismo marroquí ya consolidado (como Mehdi Ben Barka, Abdallah Ibrahim o Abderrahim Bouabid) pero no la de Allal el Fassi, entonces confinado en Gabón, que no obstante será quien se encargue de desarrollar y difundir las tesis del Gran Marruecos y será, hasta la apropiación del discurso por el Majzén, el máximo exponente del irredentismo marroquí.

### Desarrollo
El Fassi va fraguando las tesis del Gran Marruecos entre 1947 y 1956, durante su exilio en El Cairo y algunas estancias en la ciudad internacional de Tánger. Fue una figura destacada del nacionalismo marroquí, militante y líder activo por la independencia, teórico del islam político inspirado en el salafismo de Rashid Rida y Mohamad Abduh, así como en las ideas panarabistas de Shakib Arslan.

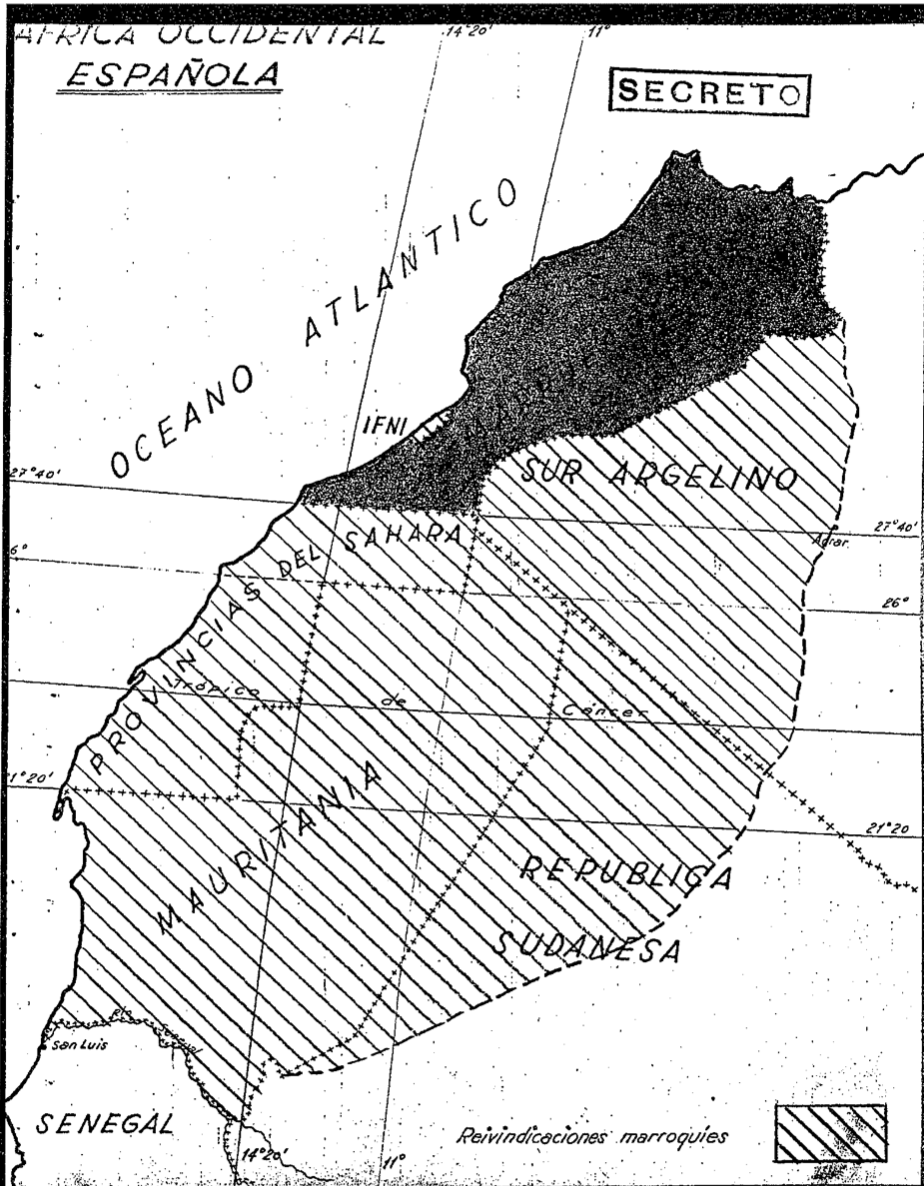
Copia en castellano del mapa del Gran Marruecos, incluido en el dosier "El Sahara Español y los Territorios Vecinos", del tercer negociado de la tercera sección del Alto Estado Mayor, remitida en abril de 1960 en una nota informativa desde la embajada de España en Rabat al Ministerio de Asuntos Exteriores. Recuperado de la Fundación Francisco Franco.

El fundamento sobre el que desarrolla la idea del Gran Marruecos parte de una “reflexión histórica desarrollada para rebatir las tesis de la historiografía colonial que pretendía legitimar la ocupación y la integración del Magreb a Europa”, habida cuenta de que la fuerza de la nación, según El Fassi, procedía conjuntamente de la tierra sobre la que se había sustentado el pueblo marroquí y del acervo cultural árabe y bereber. Así, la primera aproximación al territorio del Gran Marruecos la encontramos en su libro Los Movimientos de Independencia en el Magreb Árabe, publicado en El Cairo en 1948. Sobre la base de argumentos históricos, El Fassi arrogaba a Marruecos los territorios de Saura, Gourara, Tuat, Mauritania y Río de Oro, considerando que constituían sus fronteras naturales e históricas, las cuales se identificaban con aquellas del imperio almorávide del siglo XI.

Con todo, Allal El Fassi regresa del exilio tras la independencia de Marruecos en marzo de 1956, sobre la cual declara que “sólo habían sido liberadas algunas partes del antiguo imperio alauí y que por tanto “el fin del Protectorado no había sido nada más que una victoria parcial”. Encontrándose aislado en el seno de su partido, ya que no participó de las negociaciones previas a la independencia, ni del primer congreso del Istiqlal ni de los primeros gobiernos dominados por el partido, El Fassi emprende una intensiva campaña nacionalista por todo Marruecos en la que comienza a difundir sus tesis del Gran Marruecos. Así, en junio de 1956, pronuncia un discurso en Tánger en el que declara lo siguiente: 
“Los nacionalistas marroquíes proseguirán la lucha hasta que sea una realidad la independencia de todas las partes de Marruecos, sea incorporada Tánger definitivamente al país, liberado el Sáhara Occidental que aún está sometido a la influencia española, al igual que el que se halla bajo la francesa, y vuelvan al imperio Xerifiano las partes que arrancó el colonialismo, desde Tinduf a Colomb Béchar, Tuat, el Kenadsa, Mauritania. Hermanos, Marruecos limita al sur con S. Luis de Senegal…”.
A renglón seguido, el 7 de julio se publica en la portada del periódico Al-Alam, perteneciente al partido Istiqlal, el primer mapa del Gran Marruecos, que define claramente las fronteras a las que debía aspirar el nuevo Estado independiente para volver a estar completo. El mapa fue elaborado por Abdelkabir El Fassi, y se publicó junto con un comentario del propio Allal El Fassi en el que proponía las nuevas fronteras de Marruecos con base en sus “límites históricos”, y remarcaba la importancia económica de los territorios que englobaba. Así, hablaba de un futuro “enriquecido con el carbón de Kenadsa, el hierro de Tinduf y Zuerat, el petróleo de In Salah y con diversos yacimientos de plomo, manganeso, cobre y uranio”.
En definitiva, el Gran Marruecos, tal y como lo imaginaba El Fassi, contenía una gran parte del desierto de Argelia, con los territorios de Tuat, Gurara, Adrar y Tidikelt incluidos, el extremo noroccidental de Mali con Taoudenni y Araran, San Luis de Senegal, Mauritania, el Sáhara Occidental, Sidi Ifni, Ceuta y Melilla.

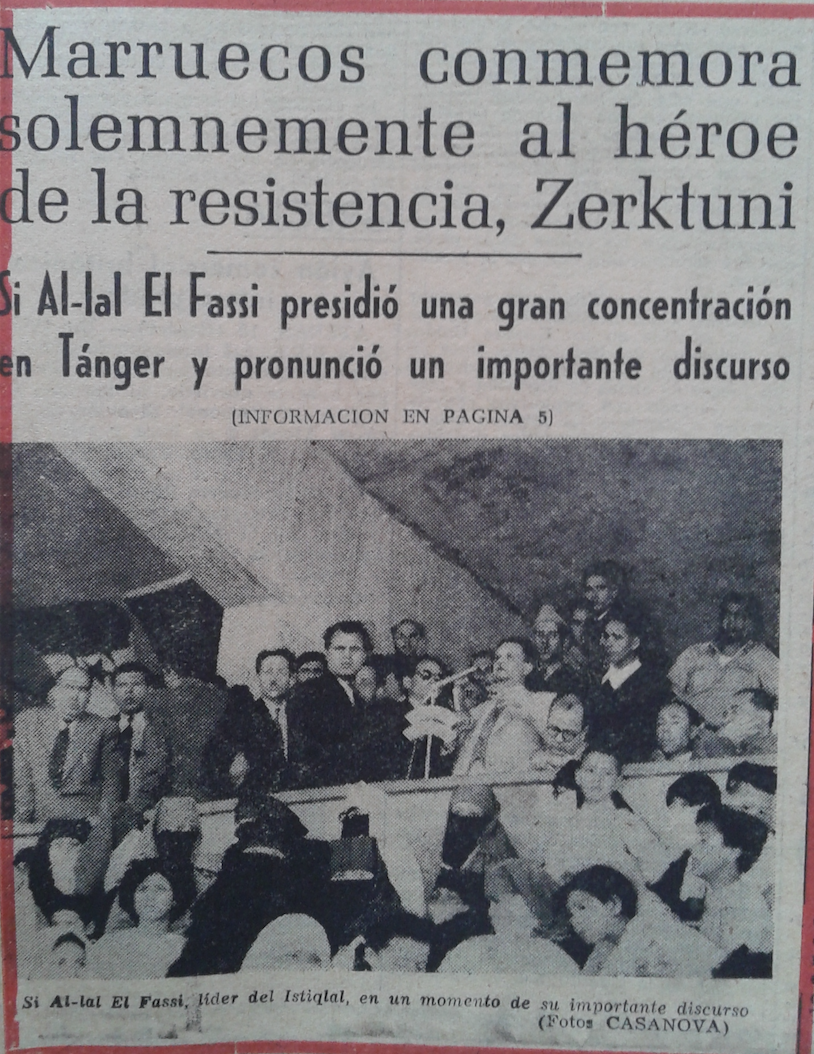
Discurso de Allal El Fassi en Tánger. Recorte de la portada del periódico España, publicado en Tánger, el martes, 19 de junio de 1956.

Con todo, las tesis del Gran Marruecos no fueron elaboradas por el partido del Istiqlal como tal sino por El Fassi, que le sirvió para mejorar su prestigio entre las élites marroquíes y con ello su posición de liderazgo dentro del partido, pero no fue tarea fácil. De hecho, al principio estas ideas no arraigaron en la población ni en las élites del Istiqlal, pero finalmente acabó calando en la opinión pública, ya que al discurso anticolonial iba ligado una serie de referencias al pasado glorioso marroquí. De este modo, la idea del Gran Marruecos acabó convirtiéndose en un instrumento movilizador del que se serviría el partido en su rivalidad con la Monarquía para conseguir el control del Marruecos independiente.
Con la llegada a la presidencia del Istiqlal de Allal El Fassi tras la escisión del partido, el proselitismo irredentista marroquí se revitalizó y comenzó a difundirse a través de dos publicaciones impulsadas por El Fassi: uno en árabe, Sahra Al-Maghreb (el Sáhara de Marruecos), y otro en francés, Perspectives Sahariennes. Además, éste redactó una memoria para la delegación marroquí ante las Naciones Unidas en el debate de la Asamblea General sobre el territorio de Mauritania. En ella relataba los hechos sobre los que se apoyaban sus reivindicaciones sobre el Sáhara Occidental y Mauritania. Y esta producción doctrinal no acaba aquí, sino que en 1961 El Fassi publicó dos libros, Le Livre Rouge avec documentation y La Verité sur les frontières marocaines, en que se relataban de manera más detallada y trataban de documentar las razones que apoyaban la pretendida marroquinidad del Sáhara Occidental y de Mauritania. Con todo, señala Larramendi que este proceso de difusión fue completado con la participación de personalidades saharauis y mauritanas en las campañas de movilización popular, en las que juraban fidelidad al rey Mohamed V y pedían la anexión de su territorio a Marruecos.

### Oficialización del discurso irredentista
Las reivindicaciones irrendentistas marroquíes habían ocupado un lugar marginal en el discurso nacionalista hasta la obtención de la independencia, e incluso con posterioridad estas referencias fueron algo tímidas inicialmente. En el Congreso del Magreb Árabe de 1947 -que, por lo demás, tuvo lugar en El Cairo-, los nacionalistas marroquíes se limitaron a exigir la independencia del país y la salida de las fuerzas extranjeras de sus territorios, sin especificar cuáles consideraba incluidos, o sea, sin incluir mención a las fronteras que debía recuperar tras esa “triple colonización” que había desmembrado el país.
De hecho, a pesar de que, en cierto modo, el espíritu irredentista marroquí había sido ratificado por los acuerdos de Independencia firmados con Francia y España, ya que ambos se comprometían a respetar la integridad territorial de Marruecos, las reivindicaciones oficiales marroquíes se limitaban a la retrocesión de Tarfaya y Sidi Ifni. 
Mientras que en el ámbito regional todavía se hablaba de una “lucha anticolonialista, en nombre de la solidaridad árabe e islámica, para la liberación de todo el Magreb”, o sea, se identificaba una clara y efectiva pulsión pan-magrebí, este nacionalismo -del que participó Marruecos antes, durante y después de su independencia, aunque sólo fuera de modo nominativo-, decíamos, este nacionalismo transforma su carácter magrebí a uno decididamente marroquí. Este cambio o, si se quiere, evolución y dirección que tomó el nacionalismo marroquí, se salía de los márgenes del espíritu pan-magrebí debido a sus aspiraciones territoriales.
Como afirman Campos Serrano y Rodríguez Esteban, habida cuenta del  “carácter imaginario y la aspiración totalizadora del Estado-nación”, resulta siempre posible formular reivindicaciones nacionalistas derivadas de una conceptualización distinta de lo que es la nación en general, y el territorio y el pueblo, en particular, lo que constituye un arma poderosa de movilización popular. Así, en el contexto inmediato posterior a la independencia, los actores domésticos Marroquíes (i.e. la monarquía, el Istqal y el Ejército de Liberación, hasta su práctica desarticulación tras su aventura en Ifni y el Sáhara Occidental), se encuentran compitiendo por el poder, para lo cual las tesis del Gran Marruecos constituían un instrumento muy versátil.
En este contexto competitivo y en sus intentos por reforzar su legitimidad, toda vez que se esforzaba por relativizar la presencia al Istiqlal, la monarquía avanza hacia el irredentismo y asume las tesis del Gran Marruecos. Sobre este movimiento, Douglas D. Ashford comenta que se trata de un movimiento de apelación a un fervor patriótico, ya despierto tras la independencia, lo que refuerza la solidaridad nacionalista y tiene dos efectos inmediatos: cohesiona la opinión pública alrededor de este asunto y lo convierte en un elemento de la legitimidad del majzén.
En este sentido resulta de gran interés el análisis de Francisco Villar, que bautiza este movimiento como la “operación amalgama”. Afirma el autor que, partiendo de la separación territorial de Marruecos a causa del colonialismo, el Gobierno “irá mezclando con territorios cuya marroquinidad es indiscutible (por ejemplo, Ifni), otros cuya marroquinidad es más dudosa (algunos de los reivindicados al Este, en Argelia) o absolutamente insostenible, histórica y jurídicamente (Mauritania y el Sáhara Español)”.
Así, en octubre de 1957 cuando se oficializa formalmente el discurso irredentista del Gran Marruecos. Lo hace en el debate de la IV Comisión de la Asamblea General de Naciones Unidas, sobre la transmisión de información conforme al artículo 73 e) de la Carta. En esta sede, el delegado marroquí lanzó una protesta contra “la inclusión entre los territorios no autónomos (TNA) de Mauritania ocupado por Francia, el Sáhara español y el enclave de Ifni”, los cuales revindicaba que “constituyen partes integrantes del territorio marroquí”.
Un mes más tarde, Abdelkebir El Fassi, autor del mapa publicado en Al Alam, sería colocado al frente de la recién creada Dirección de Asuntos saharianos y fronterizos, en el seno del Ministerio del Interior, ante lo cual declaró Allal El Fassi que “el Gobierno Nacional ha adoptado ya el punto de vista popular asumiendo nuestras reivindicaciones para la liberación del Sáhara”.

Sin embargo, no será hasta febrero de 1958 cuando la monarquía haga propio el ideario irredentista de manera pública. En efecto, en el discurso que pronuncia Mohamed V en el oasis de M’Hamid, junto a la frontera con Argelia, declara que su propósito era dejar patente su interés por la región y “renovar la antigua tradición de los viajes de los Sultanes al Sáhara para afirmar la unidad del país”, toda vez que concluye con lo siguiente:

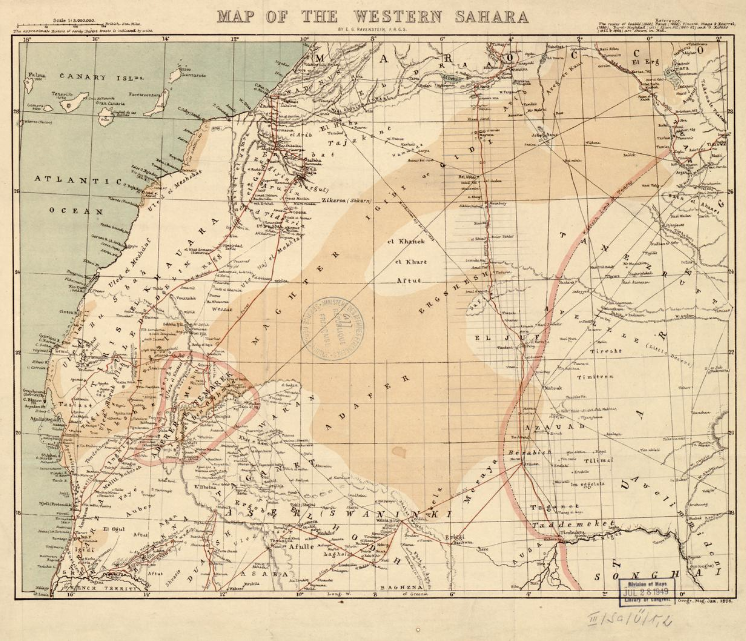
Sahara Occidental: mapa de 1876

“Proclamamos solemnemente que continuamos nuestra acción para el retorno de nuestro Sáhara dentro del marco del respeto a nuestros derechos históricos y de acuerdo con la voluntad de sus habitantes”.
En los dos años siguientes, la monarquía alauí reiterará sus pretensiones irredentistas en múltiples ocasiones. Sin embargo, en la década de 1960 este discurso se centrará principalmente en el territorio de Mauritania, que alcanza la independencia en noviembre de 1960 pero a cuyo reconocimiento Marruecos se resiste hasta 1969, así como en el territorio del Sáhara Occidental. 

## Cuestión del Sahara Occidental
Tras de la Guerra de las Arenas el rey Hasan II desvió su foco de atención hacia el Sahara Occidental, administrado por España. En 1969 España había cedido Ifni a Marruecos, como consecuencia de la resolución 2072 de Naciones Unidas. En medio de una profunda crisis económica y de legitimidad, y tras varios golpes de Estado fallidos, Hasan II decide enviar en 1975 a más de 350 000 civiles desarmados -incluyendo a presos liberados a condición de unirse a la marcha- junto con más de 25,000 miembros del Ejército Real de Marruecos hacia el Sahara Español (en lo que se conocería como marcha verde). Sus intenciones eran conseguir la anexión del territorio, que administrativamente era una provincia española sujeta a un proceso de descolonización auspiciado por Naciones Unidas (cuya Asamblea General había aprobado, ya en diciembre de 1965 una primera resolución relativa al Sahara en la que instó a España a "adoptar inmediatamente todas las medidas necesarias para la descolonización del territorio"). Esta marcha sirvió para reforzar la posición de Hassan II como monarca sin embarcarse en una costosa guerra con España.

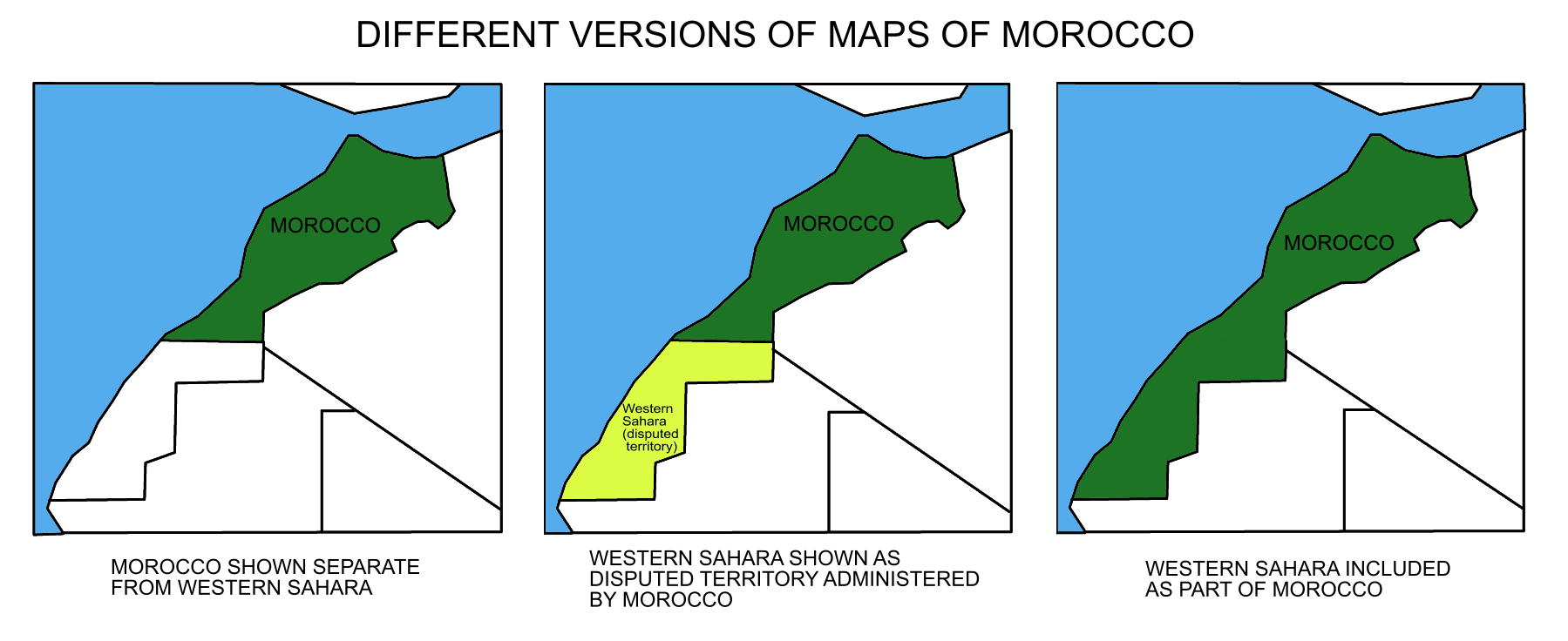
Diferentes mapas de Marruecos:
1.º) Territorio oficial de Marruecos.
2.º) Territorio reclamado y administrado actualmente por Marruecos.
3.º) Territorio marroquí según las autoridades de Marruecos.

La marcha penetró el 6 de noviembre en el territorio del Sahara Español, avanzando unos doce kilómetros más allá de la frontera, acampando frente a las líneas españolas.Esta acción causó el rechazo frontal en el Frente Polisario, el grupo guerrillero saharaui que luchaba contra España por la independencia del Sahara Occidental, apoyado por Argelia. Mientras que en España la agonía del general Franco paralizaba la acción de gobierno, Marruecos negociaba con España y Mauritania los Acuerdos de Madrid (14 de noviembre de 1975), mediante los cuales España cedía a ambos la administración del territorio (el tercio meridional a Mauritania y el resto del territorio a Marruecos), desoyendo las resoluciones de las Naciones Unidas para "garantizar que toda la población saharaui... pueda ejercer su inalienable derecho a la autodeterminación a través de consultas libres", respaldadas por el dictamen del Tribunal Internacional de Justicia de La Haya de 16 de octubre de 1975, que había reconocido que el Sahara no formaba parte de la "integridad territorial" de Marruecos), las tropas españolas abandonaban el territorio en febrero de 1976, el cual era repartido entre Marruecos y Mauritania. Aquel no puso problemas en ceder el tercio sur del territorio a Mauritania en tanto que las minas de fosfatos del norte (el yacimiento de Bucraa) quedaban en sus manos, de esta forma no solo la ola de entusiasmo nacionalista debería traducirse en un aumento de popularidad de la monarquía, sino que la economía del reino se revitalizaba.
Sin embargo, la lucha comenzó inmediatamente entre Marruecos y Mauritania por un lado, y el Frente Polisario por otro, el cual no aceptaba el cambio de un dominio colonial por otro. En 1978, Mauritania reconoció su impotencia militar y económica para controlar el territorio adjudicado, renunciando formalmente a cualquier reclamación sobre dicho territorio, el cual fue rápidamente anexionado por Marruecos.

## Otros eventos
Los incidentes de la isla Perejil con España en 2002 y el del Peñón de Vélez de la Gomera en 2012 se han considerado también como movimientos relacionados con las pretensiones irredentistas de Marruecos.

## Uso en los medios de comunicación
El término "Gran Marruecos" o "Gran Magreb" se usa ocasionalmente en la prensa marroquí y en los discursos reales como un signo de unidad política entre el Reino de Marruecos y el resto de naciones del Magreb: Mauritania, Argelia y Túnez. El término es ambiguo dado que, en árabe, "Magreb" significa no solo la región norteafricana ("occidente") sino también el propio Marruecos.